# كريم النويلاتي
كريم النويلاتي ممثل ومخرج سوري من مواليد دمشق (1998) تعلم فن التمثيل في معهد «فيوتشر ستار» مع الأستاذ أحمد الأحمد ثم في معهد دراما رود تحت إشراف المخرجة رشا شربتجي، 

## من المسلسلات
- (2018) رائحة الروح
- (2018) فوضى
- (2019) ناس من ورق
- (2020) سوق الحرير
- (2021) حارة القبة
- (2021) بعد عدة سنوات
- (2021) سوق الحرير 2
- (2021) كاروه
- (2021) ابجد هلوس
- (2024) رماد الورد